# Pristimantis incomptus
Pristimantis incomptus es una especie de anfibio anuro de la familia Craugastoridae. Se distribuye entre los 1300 y 1900 m s. n. m. en Ecuador y norte Perú. Su hábitat natural es el bosque tropical húmedo montano. La especie está amenazada por la pérdida de su hábitat.